# والگاو
والگاو (به آلمانی: Wallgau) یک شهر در آلمان است که در بایرن واقع شده‌است.

## خصوصیات
والگاو ۳۳٫۹۶ کیلومترمربع مساحت دارد ۸۶۶ متر بالاتر از سطح دریا واقع شده‌است.

## نگارخانه

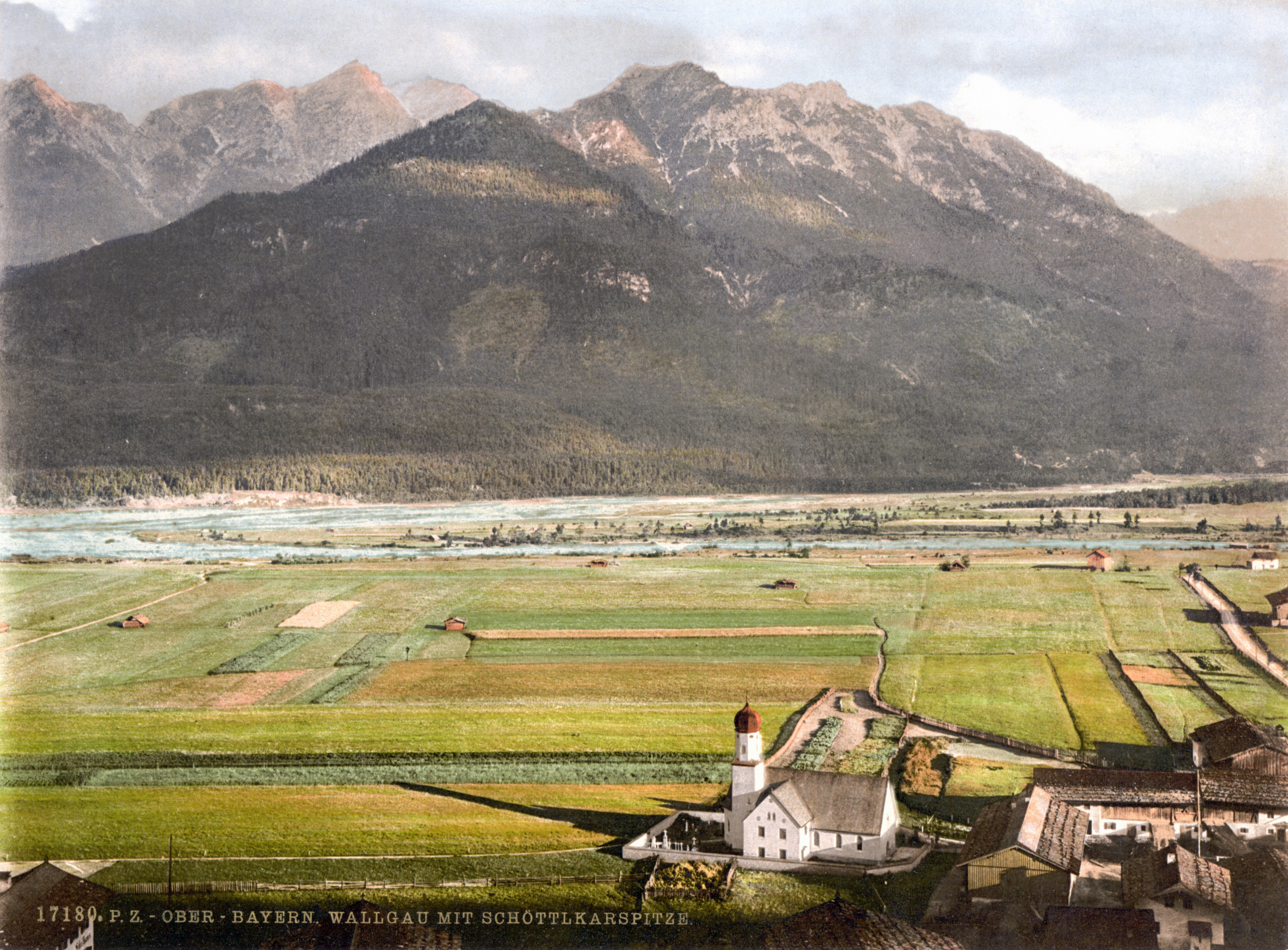
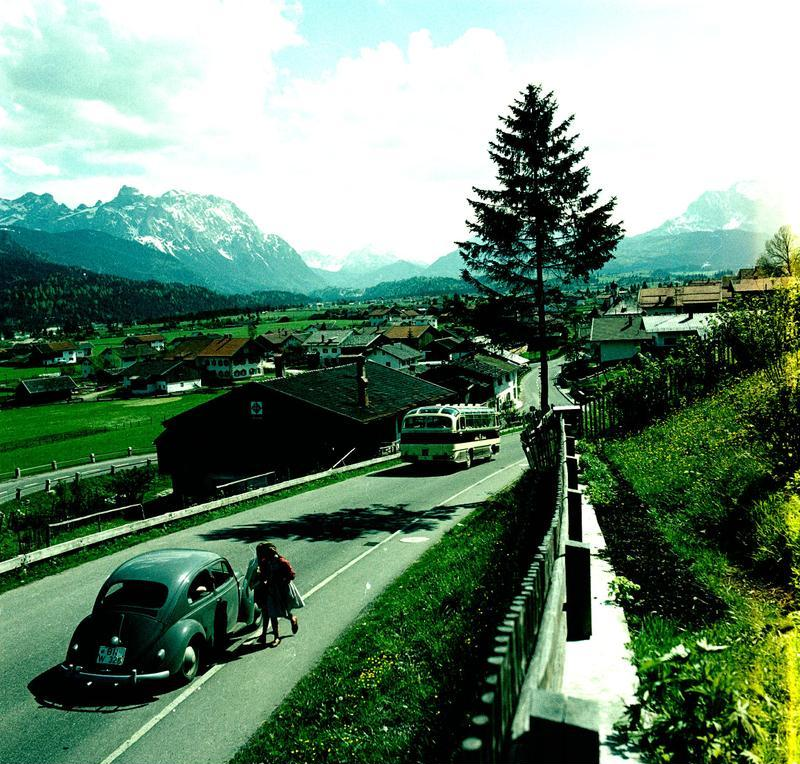
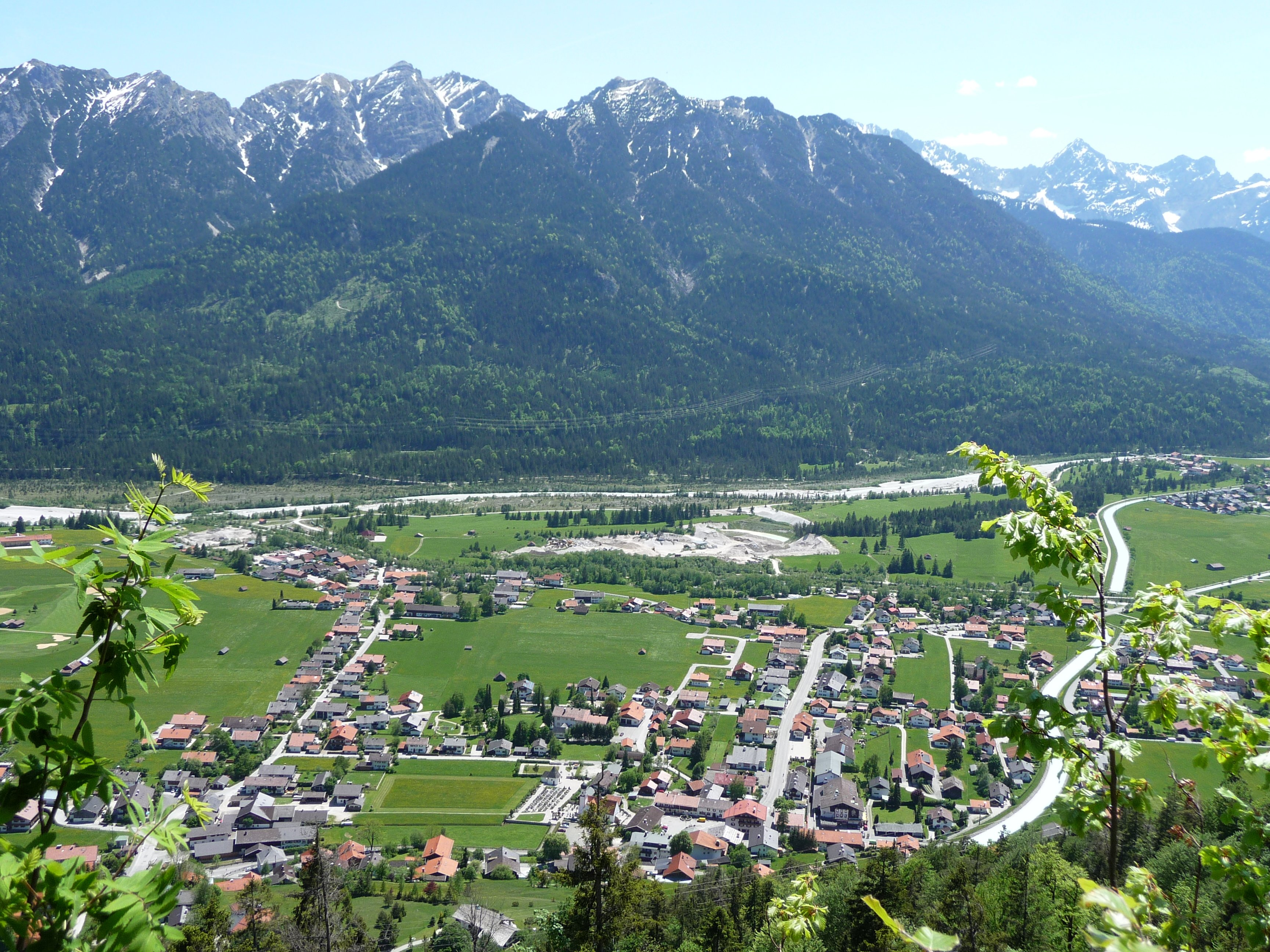
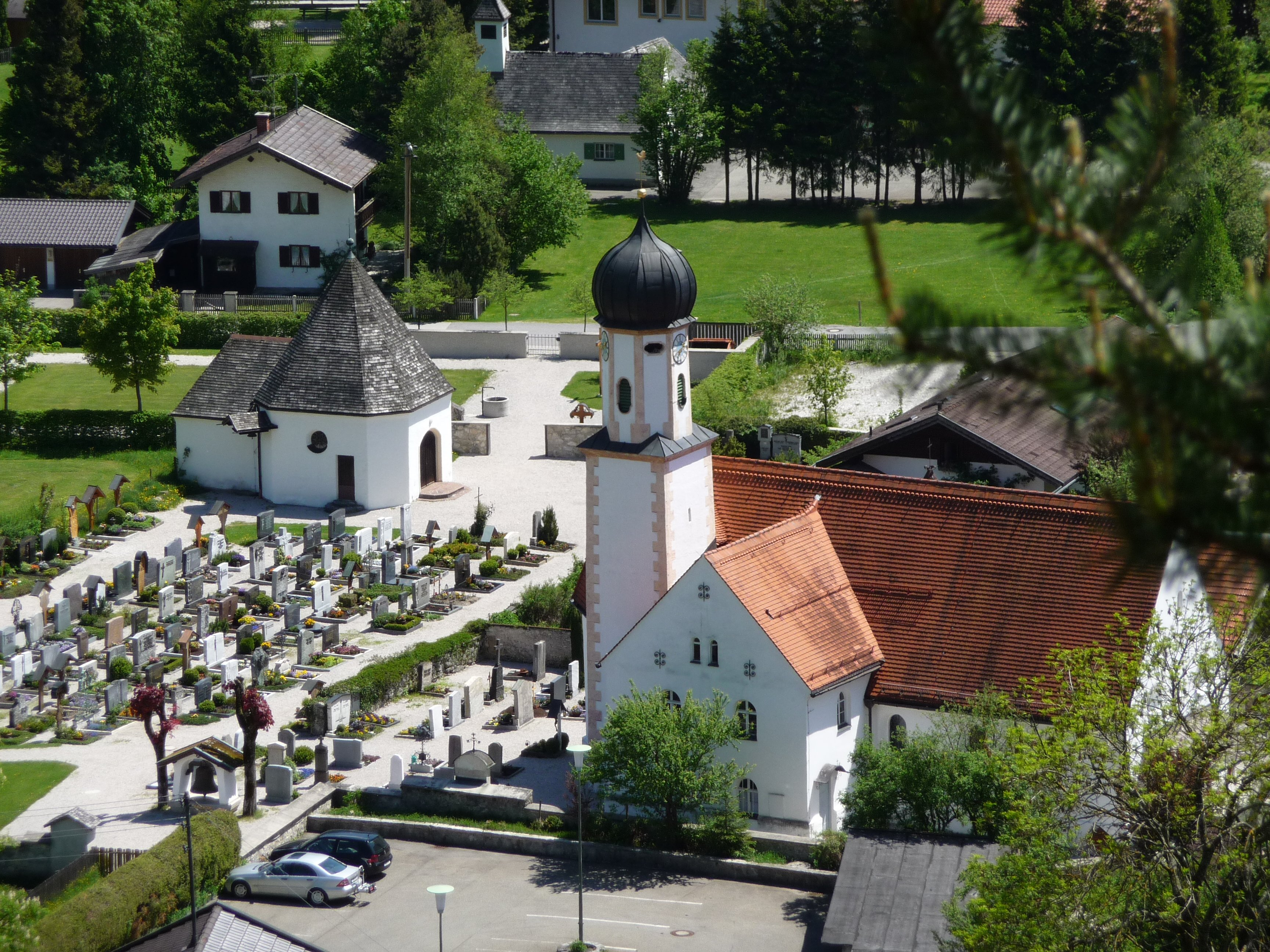
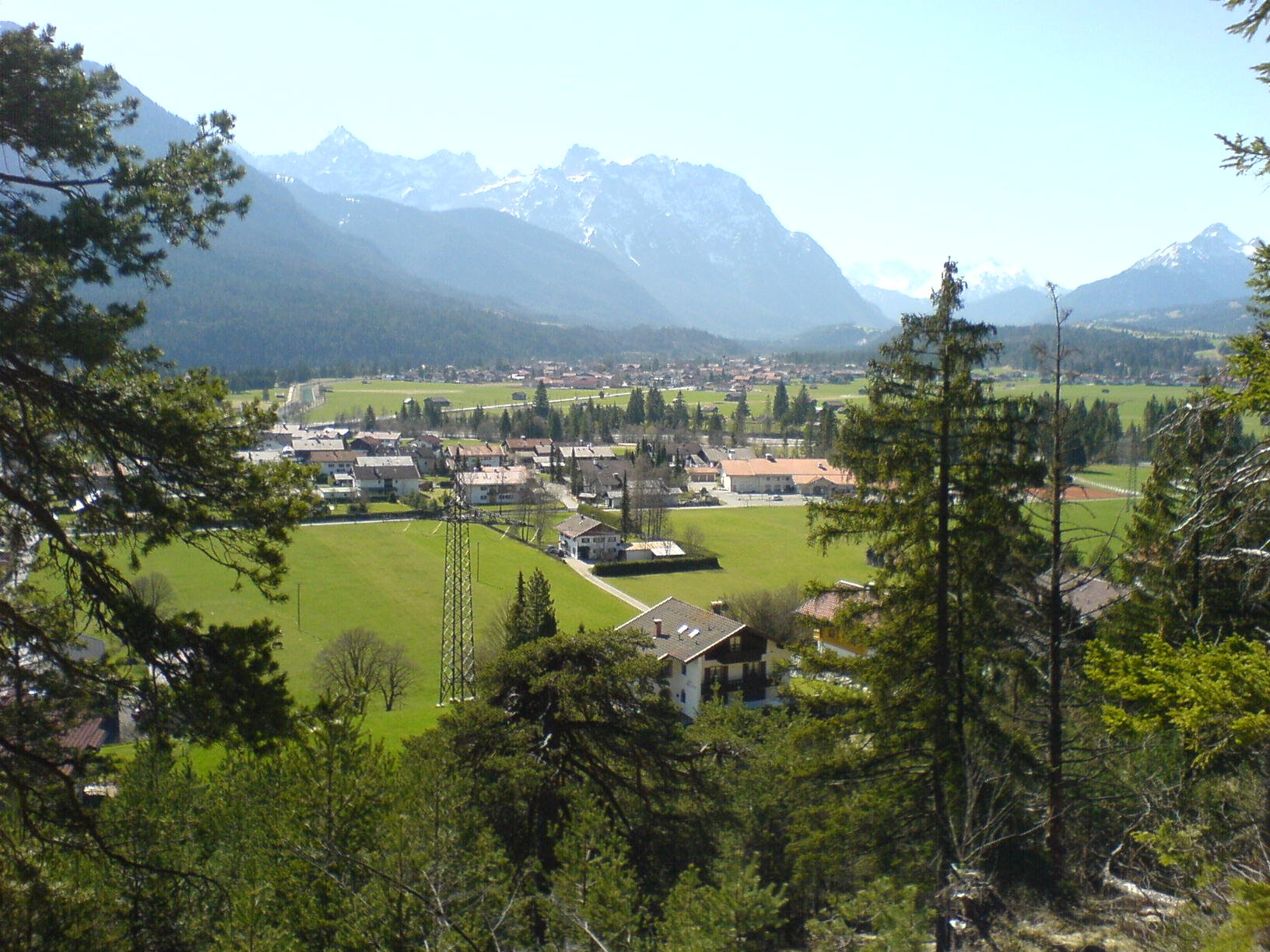
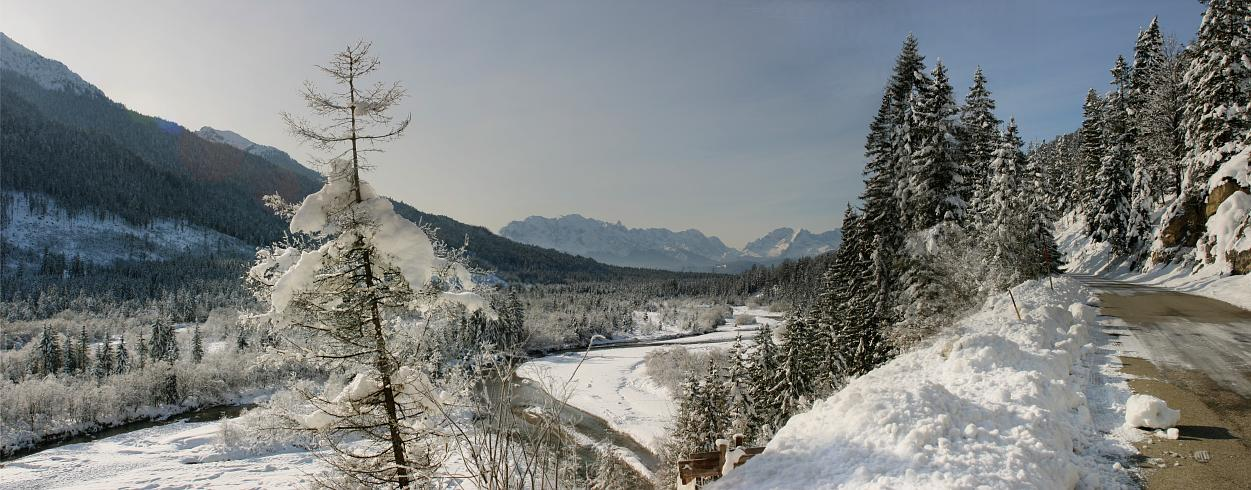
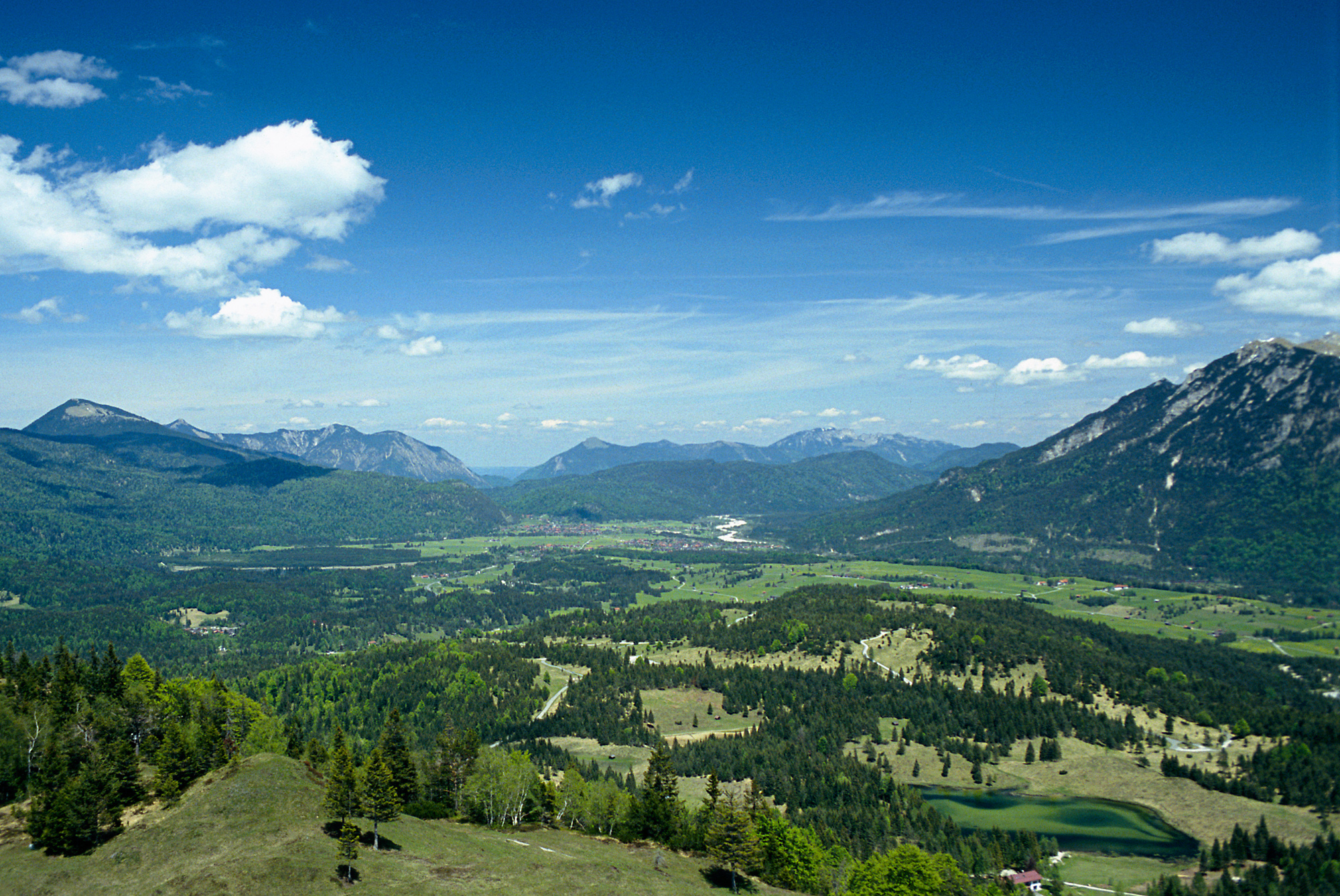